# Bitwa pod Crevolą
Bitwa pod Crevolą – starcie zbrojne, które miało miejsce dnia 28 kwietnia 1487 r. w północno włoskim Val d'Ossola pomiędzy wojskami szwajcarskimi a oddziałami księstwa Mediolanu. 

## Kulisy wojny
Pod koniec XV w. doszło do nieporozumień na tle terytorialnym i religijnym pomiędzy mieszkańcami kantonu Wallis oraz księstwa Mediolanu. Głównymi postaciami konfliktu po stronie szwajcarskiej był dowódca armii Albin von Silenen oraz jego brat biskup Jost von Silenen. Stronę mediolańską reprezentował natomiast książę Gian Galeazzo Sforza. Po kilku prowokacjach nadgranicznych, w roku 1484 doszło do kampanii w Val Divedro, w wyniku której wojska Wallis zajęły strategicznie ważny most w Crevoli. Po zakończeniu kampanii podjęto rozmowy pokojowe, podczas których jednak kilka szwajcarskich kantonów poparło księcia mediolańskiego. Na skutek braku jedności wśród Szwajcarów zawarto kompromis, którego nie chciała zaakceptować strona Wallis. W takim wypadku od listopada 1486 r. biskup Jost von Silenen przygotowywał nową kampanię na terytorium Crevoli. Szwajcarzy wypowiedzieli mediolańczykom wojnę w dniu 17 kwietnia 1487 r.

## Bitwa
W kwietniu 1487 r. wojska Wallis wzmocnione sprzymierzonymi siłami innych kilku kantonów szwajcarskich, wymaszerowały z trzech kierunków na Domodossolę: siły Wallis przez Val Divedro, pozostałe oddziały szwajcarskie przez Valle Antigori i Val Bognaco. Łącznie siły sprzymierzonych liczyły 6 000 ludzi. Mediolańczycy dysponowali siłami 700 ludzi. 
Szwajcarzy zajęli Crevolę siłami 3 000 ludzi, pozostałe wojska obsadziły zamek w Mattarella. Po południu dnia 27 kwietnia wojska szwajcarskie natknęły się na książęcą kawalerię w rejonie Reanato Trivulzio. W wyniku potyczki Szwajcarzy stracili 50 ludzi, po czym wycofali się. Dnia 28 kwietnia wojska Wallis opuściły Matarella, koncentrując się na mieście Crevola. W trakcie marszu do miasta sprzymierzeni zostali zaatakowani przez oddziały książęce z Domodossola i Vogogna.
Lekka kawaleria pod wodzą Jacopo da Corte przekroczyła rzeczkę Toce, po czym wyszła na tyły oddziałów z Lucerny pod wodzą Hansa Murera. Murer zebrał swoje wojska pomiędzy Masera i Trontano, gdzie doszło do walki, w wyniku której Szwajcarzy zostali pobici. W trakcie walk o tamtejszy most wojska szwajcarskie poniosły dotkliwe straty i zostały rozbite.

## Po bitwie
Bitwa pod Crevolą zakończyła szwajcarskie plany ekspansji w kierunku południowym od Alp. W roku 1494 doszło w tym rejonie po raz kolejny do niewielkich walk, które zakończyły się podpisaniem układu pokojowego w dniu 9 stycznia 1495 r. Biskup Jost von Silenen zrezygnował ze stanowiska w dniu 19 kwietnia 1496 r. i wyjechał do Francji.